# Podmosta obscura
Podmosta obscura är en bäcksländeart som först beskrevs av Theodore Henry Frison 1936.  Podmosta obscura ingår i släktet Podmosta och familjen kryssbäcksländor. Inga underarter finns listade i Catalogue of Life.